# Jeff Buckley
Jeffrey Scott Buckley (Anaheim, 17 november 1966 – Memphis, 29 mei 1997) was een Amerikaans singer-songwriter en gitarist.

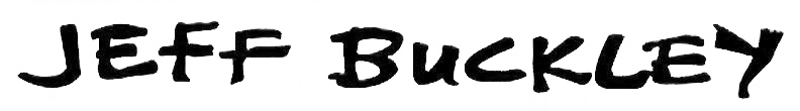
Artiestenlogo

## Jeugd
Buckley werd geboren in Californië en kwam uit een muzikale familie. Zijn vader was de singer-songwriter Tim Buckley, die een aantal folk- en jazzalbums uitgebracht heeft aan het eind van de jaren zestig, begin zeventig. Jeff Buckley heeft zijn vader nauwelijks gekend. Tot zijn achtste jaar was zijn naam Scott(y) Moorhead, naar zijn stiefvader. Na een ontmoeting met zijn vader was hij zodanig onder de indruk, dat hij bij zijn geboortenaam, Jeff Scott Buckley, genoemd wilde worden. Buckley sr. stierf in 1975 aan een dodelijke cocktail van heroïne en morfine. De moeder van Buckley had een meer klassieke muzikale achtergrond (piano en cello). Buckley verhuisde in zijn jeugd ongeveer elk jaar een keer. Hij leerde zingen en gitaarspelen en verliet het ouderlijk huis op zijn zeventiende. Hij keerde terug naar Los Angeles om met musiceren in zijn levensonderhoud te voorzien.

## Sin-é
Begin jaren negentig verhuisde Buckley naar New York. Daar leerde hij Gary Lucas kennen, met wie hij enige tijd samenwerkte. Zij traden onder de naam Gods and Monsters op in St. Ann's Church, New York, waar later ook een huldiging ter ere van zijn vader plaatsvond. Buckley trad ergens halverwege op. De platenindustrie wist dat hij "de zoon van" was, maar niet meer dan dat. Hij maakte een verpletterende indruk op de platenbonzen (ook door de gelijkenis met zijn vader) en vertrok met een broekzak vol visitekaartjes. Om zijn muziek ten gehore te brengen speelde hij geregeld in kleine zalen en kroegen. Sin-é was een van zijn favoriete kroegen, waar hij geregeld in zijn eentje met stem en gitaar de zaal betoverde. Tijdens deze optredens werden opnames gemaakt. Enkele daarvan resulteerden in 1994 in de uitgave van zijn eerste minilivealbum Live at Sin-é. Dit album met deels eigen composities en deels covers (waaronder een nummer van Van Morrison), weerspiegelt de manier waarop Jeff Buckley zijn muziek beleefde. De aandacht van de muziekindustrie was getrokken.

## Grace
In hetzelfde jaar als Live at Sin-é, 1994, verscheen Grace, een album dat voortborduurde op het minialbum, maar waarop hij in plaats van solo met een band speelde. Er staan eigen composities op, aangevuld met enkele covers (o.a. van Leonard Cohen) die op geheel eigen wijze door Buckley werden vertolkt. Het album werd goed ontvangen door het publiek, maar de stijl van de muziek stond een grote doorbraak in de weg. In de twee jaar daarna toerde Buckley de wereld rond.

## Overlijden
Na alle optredens volgend op het album Grace werd het in 1997 tijd voor een nieuw album. Nummers die op tournee geschreven waren, werden uitgewerkt, en in mei ging hij met zijn band de studio in. Buckley was toen al verhuisd naar het shotgun house in Tennessee waarop hij kort ervoor zijn oog had laten vallen. De eerste opnames verliepen stroef en Buckley laste een korte pauze in. Eind mei was het moment daar om de nummers definitief op te nemen. Buckley liet de rest van de band naar Memphis komen, waar de opnames zouden plaatsvinden. Op de middag van 29 mei ging hij met een vriend in de Wolf River Marina in Memphis een korte duik nemen, voordat hij naar de studio zou gaan. De vriend verplaatste de radio die aan de rand van de rivier stond vanwege een golf die door een boot veroorzaakt werd en toen hij omkeek, bleek Buckley verdwenen. Waarschijnlijk verdronk hij door een gevaarlijke onderstroom.
Zijn lichaam werd, ondanks zoekacties, pas een week later door een toerist op een boot teruggevonden en aan land gebracht. Er werd over gespeculeerd dat Buckley zelfmoord gepleegd zou hebben, omdat hij zijn zware laarzen nog aangehad zou hebben tijdens het zwemmen. De autopsie heeft uitgewezen dat hij geen illegale drugs heeft genomen voor hij ging zwemmen en dat een overdosis dus uitgesloten kon worden als doodsoorzaak.
In de biografie Dream Brother, over hem en zijn vader, staat dat Buckley jr. de avond voor zijn dood heeft toegegeven dat hij aan manische depressie leed.
Ten tijde van zijn overlijden was Buckley verloofd met Joan Wasser, die later albums zou opnemen onder de artiestennaam Joan As Police Woman.

## Latere platen
Postuum verschenen er nog verschillende platen. Hoofdzakelijk livemateriaal en eveneens onafgemaakte opnamen (sketches) voor een nieuw album.
- 1998: Sketches for My Sweetheart The Drunk 
deze dubbel-cd is een verzameling van demo’s en – bijna – afgewerkte nummers die op Buckleys tweede cd zouden terechtgekomen zijn. Op die plaat is Buckley duidelijk geëvolueerd.
- 2000: Mystery White Boy 
 een live-dubbel-cd waarop een ontketende Buckley nummers van ‘Grace’ laat horen, maar ook enkele covers en nieuwe nummers.
- 2001: Live at L'Olympia
- 2002: Songs to No One 1991-1992 
met Gary Lucas
- 2003: Live at Sin-é 
een heruitgave van het in 1994 verschenen mini-livealbum.
- 2004: Grace Legacy Edition (2 cd/ 1 dvd) 
ter herdenking van het feit dat 10 jaar geleden Grace verscheen. Met een geremasterde versie van Grace, een cd met praktisch allemaal onuitgebrachte nummers en een dvd met een zestal clips.
- 2007: So Real: Songs from Jeff Buckley 
een verzamelaar van Buckley met eerder uitgebrachte nummers en een aantal minder bekende opnames.
- 2009: Grace Around The World
 een verzameling live opnames van nummers van het album Grace

## Discografie

### Albums
| Album met eventuele hitnotering(en) in de Nederlandse Album Top 100 | Datum van verschijnen | Datum van binnenkomst | Hoogste positie | Aantal weken | Opmerkingen    |
| ------------------------------------------------------------------- | --------------------- | --------------------- | --------------- | ------------ | -------------- |
| Live at Sin-é                                                       | 1994                  | -                     | -               | -            | Livealbum      |
| Grace                                                               | 22-08-1994            | -                     | -               | -            |                |
| Sketches for my sweetheart, the drunk                               | 26-05-1998            | 23-05-1998            | 62              | 4            |                |
| Mystery white boy - Live '95-'96                                    | 08-05-2000            | 20-05-2000            | 88              | 2            | Livealbum      |
| Live at L'Olympia                                                   | 2001                  | -                     | -               | -            | Livealbum      |
| Songs to no one 1991-1992                                           | 2002                  | -                     | -               | -            | met Gary Lucas |
| So real: Songs from Jeff Buckley                                    | 25-05-2007            | 02-06-2007            | 52              | 4            | Verzamelalbum  |
| You and I                                                           | 11-03-2016            | 19-03-2016            | 12              | 2            | Verzamelalbum  |
| In transition                                                       | 13-04-2019            | -                     | -               | -            | Verzamelalbum  |

| Album met hitnotering(en) in de Vlaamse Ultratop 200 albums | Datum van verschijnen | Datum van binnenkomst | Hoogste positie | Aantal weken | Opmerkingen   |
| ----------------------------------------------------------- | --------------------- | --------------------- | --------------- | ------------ | ------------- |
| Grace                                                       | 1994                  | 29-07-1995            | 39              | 3            |               |
| Sketches for my sweetheart, the drunk                       | 1998                  | 23-05-1998            | 13              | 18           |               |
| Mystery white boy - Live '95-'96                            | 2000                  | 13-05-2000            | 5               | 7            | Livealbum     |
| So Real: Songs from Jeff Buckley                            | 2007                  | 02-06-2007            | 29              | 6            | Verzamelalbum |

### Singles
| Single met eventuele hitnotering(en) in de Nederlandse Top 40 | Datum van verschijnen | Datum van binnenkomst | Hoogste positie | Aantal weken | Opmerkingen             |
| ------------------------------------------------------------- | --------------------- | --------------------- | --------------- | ------------ | ----------------------- |
| Hallelujah                                                    | 1993                  | -                     | -               | -            | #3 in de Single Top 100 |

| Single met hitnotering(en) in de Vlaamse Ultratop 50 | Datum van verschijnen | Datum van binnenkomst | Hoogste positie | Aantal weken | Opmerkingen |
| ---------------------------------------------------- | --------------------- | --------------------- | --------------- | ------------ | ----------- |
| Hallelujah                                           | 1993                  | -                     | -               | -            | Goud        |

### NPO Radio 2 Top 2000
| Nummers met noteringen in de NPO Radio 2 Top 2000 | '07 | '08 | '09 | '10 | '11 | '12 | '13 | '14 | '15 | '16  | '17  | '18  | '19  | '20 | '21 | '22 | '23  | '24  |
| ------------------------------------------------- | --- | --- | --- | --- | --- | --- | --- | --- | --- | ---- | ---- | ---- | ---- | --- | --- | --- | ---- | ---- |
| Grace                                             | -   | -   | -   | -   | -   | -   | -   | -   | -   | 1625 | 1643 | 1873 | 1918 | -   | -   | -   | -    | 1993 |
| Hallelujah (Jeff Buckley)                         | 943 | -   | 51  | 60  | 73  | 68  | 78  | 99  | 101 | 91   | 114  | 147  | 183  | 252 | 280 | 335 | 327  | 251  |
| Last Goodbye                                      | -   | -   | -   | -   | -   | -   | -   | -   | -   | 1858 | 1958 | -    | -    | -   | -   | -   | -    | -    |
| Lover, You Should've Come Over                    | -   | -   | -   | -   | -   | -   | -   | -   | -   | -    | -    | -    | -    | -   | -   | -   | 1918 | 1347 |

1. ↑  Een '-' betekent dat het nummer niet was genoteerd en een vetgedrukt getal geeft de hoogste notering van een nummer aan.
2. ↑  2007 was het eerste jaar met een notering voor Jeff Buckley.

## Trivia
- De naam Jeff Buckley wordt ook gebruikt in de song "Shakespeare" van Miranda Cosgrove.
- Muziek van Jeff Buckley wordt in de podiumtechniek vaker gebruikt voor het soundchecken. In de meeste nummers zit geluid in zowel het laag, midden als het hoog frequentiebereik.